# Focolare

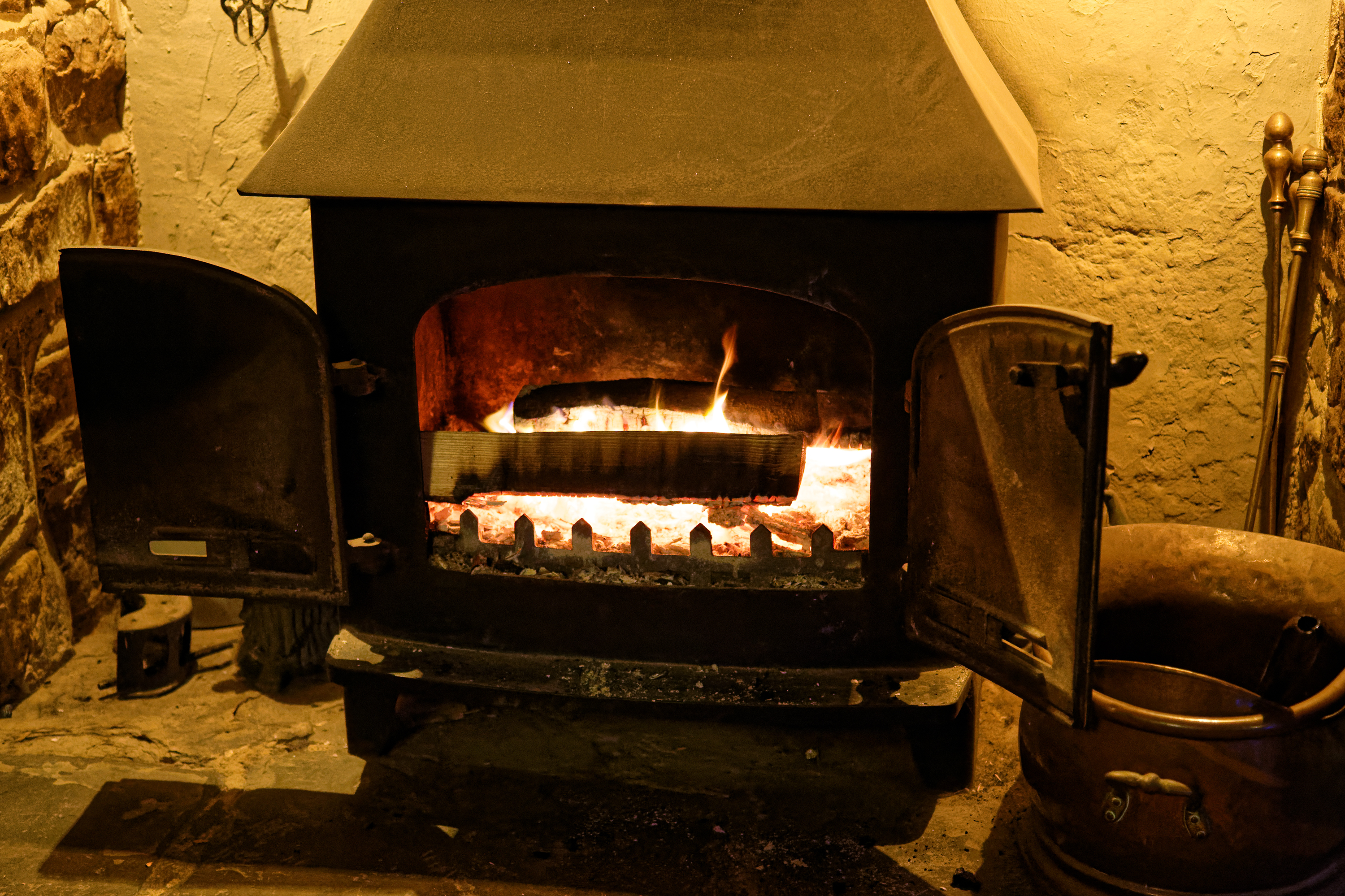
Focolare domestico con stoviglie da cucina

In edilizia, il termine focolare (dal basso latino foculare e questo dal classico foculus, diminutivo di focus) indica  la parte del camino più o meno rialzata da terra, in pietre o mattoni, su cui si accende il fuoco specialmente per cucinare. Storicamente, il fuoco assiso nel focolare era il fulcro delle attività essenziali della vita domestica. Era anche il luogo d'incontro quotidiano della famiglia. Acquisisce così un carattere simbolico dell'intimità e del calore familiare. 
Per sineddoche, viene usato  per indicare la casa o la famiglia.
Nella moderna tecnologia è passato ad indicare la parte di un impianto di combustione dove viene incendiato il combustibile.